# Солонянська волость
Солонянська волость — історична адміністративно-територіальна одиниця Катеринославського повіту Катеринославської губернії.
Станом на 1886 рік складалася з 10 поселень, 10 сільських громад. Населення — 2761 особа (1442 чоловічої статі та 1319 — жіночої), 1138 дворових господарств.
|                     | Площа, десятин | У тому числі орної, дес. |
| ------------------- | -------------- | ------------------------ |
| Сільських громад    | 1898           | 1210                     |
| Приватної власності | 19275          | 10050                    |
| Іншої власності     | 66             | 40                       |
| Загалом             | 21239          | 11300                    |

Найбільше поселення волості:
- Солоне (Енгельгардове) — село при балці Солоній в 30 верстах від повітового міста, 735 осіб, 138 дворів, церква православна, школа, лавка, 2 ярмарки. В 6 верстах — поштова станція. В 8 верстах — 2 постоялих двора. В 9 верстах — постоялий двір. В 10 верстах — постоялий двір. В 18 верстах — 2 постоялих двора.
- Башмачка — село при балці Башмачці, 202 особи, 59 дворів, школа.
- Сурське — село при річці Сура, 484 особи, 71 двір, церква православна.